# فرد بيكوك
فرد بيكوك هو سياسي كندي، ولد في 23 نوفمبر 1916 في كالغاري في كندا، وتوفي بنفس المكان في 15 فبراير 2010. حزبياً، نشط في الرابطة التقدمية المحافظة في ألبرتا ‏. وقد انتخب عضو الجمعية التشريعية ألبرتا.